# Morti nel 1137
| Questa pagina contiene informazioni ricavate automaticamente dalle voci biografiche con l'ausilio del template Bio e di un bot. L'aggiornamento è periodico e automatico e ricostruisce completamente la pagina. Se manca una persona in questa lista, sei pregato di non aggiungerla, ma accertati piuttosto che la sua voce biografica contenga il template Bio e che i dati anagrafici siano correttamente compilati. Se il template Bio manca, inseriscilo tu stesso o, in alternativa, metti l'avviso {{tmp\|Bio}} che ne segnala la mancanza. Se i dati riportati sono sbagliati, correggi direttamente la voce biografica; le modifiche saranno visibili in questa lista entro pochi giorni. Per chiarimenti vedi il progetto biografie. La lista contiene solo le 20 persone che sono citate nell'enciclopedia e per le quali è stato implementato correttamente il template Bio. Pagina aggiornata al 2 mag 2025. |

- 6 marzo - Ollegario di Tarragona, arcivescovo cattolico e beato spagnolo
- 8 marzo - Adele d'Inghilterra, nobile normanna
- 9 aprile - Guglielmo X di Aquitania, duca (n. 1099)
- 19 aprile - Amaury III di Montfort, nobile e militare francese
- 5 maggio - Asser Thorkilsson, arcivescovo cattolico danese (n. 1055)
- 23 giugno - Adalberto I di Saarbrücken, arcivescovo cattolico tedesco
- 10 luglio - Pain fitzJohn, nobile britannico
- 1º agosto - Luigi VI di Francia, re (n. 1081)
- 18 settembre - Eric II di Danimarca, re danese
- 30 ottobre - Sergio VII di Napoli, duca
- 4 dicembre - Lotario II di Supplimburgo, re (n. 1075)
- Niceforo Briennio, generale e storico bizantino (n. 1062)
- Gregorio VIII, arcivescovo cattolico francese
- Gruffydd ap Rhys, sovrano gallese
- Romualdo I Guarna, cardinale e arcivescovo cattolico italiano
- Ponzio di Tripoli, generale franco
- Ranieri I del Monferrato, marchese (n. 1075)
- Uberto Rossi Lanfranchi, cardinale e arcivescovo cattolico italiano
- Enrico del Vasto, nobile italiano
- Majd ibn Munqidh, politico siriano